# 조아킹 레비
조아킹 비에이라 페헤이라 레비(포르투갈어: Joaquim Vieira Ferreira Levy)는 브라질의 경제학자이다. 2015년부터 지우마 호세프 정권 아래 재무장관으로 재직하게 되었다. 2003∼2006년까지는 재무부 국고국장을 지냈고 2012년부터는 브라질 대형 시중은행 브라데스코(Bradesco)의 자산관리 부문 이사를 맡아왔다. 호세프 대통령은 그를 브라질 경제를 회복시킬 인물로 기용하였다.